# Petra Hüttis-Graff
Petra Hüttis-Graff (* 1957 in Bremen) ist eine deutsche Fachdidaktikerin.

## Leben
Nach dem Abitur 1976 in Bremen am Gymnasium am Waller Ring studierte sie von 1976 bis 1982 in Berlin an der Pädagogischen Hochschule (Schulfächer Musik und Mathematik) sowie in Hamburg an der Universität und Hochschule für Musik: Erweitertes Lehramt mit dem Schwerpunkt Grundstufe (Schulfächer Deutsch und Musik). Von 1988 bis 1991 war sie Referendarin für das Lehramt an Volks- und Realschulen in Hamburg (zweite Staatsprüfung). Nach der Promotion 1989 zum Doktor der Philosophie am Fachbereich Erziehungswissenschaft der Universität Hamburg zum Thema "Umgang mit Fehlern – Kognitive Prozesse von Leselernern" war sie seit 2005 Universitätsprofessorin für „Erziehungswissenschaft unter besonderer Berücksichtigung der Didaktik der deutschen Sprache und Literatur mit dem Schwerpunkt Primarstufe“ an der Universität Hamburg.
Ihre Forschungsschwerpunkte waren Schriftspracherwerb und Anfangsunterricht, Rechtschreibunterricht von Anfang an, Übergänge zwischen Mündlichkeit und Schriftlichkeit und Beobachten am Schulanfang.
Seit 2024 befindet sie sich im Ruhestand.

## Schriften (Auswahl)
- mit Mechthild Dehn und Norbert Kruse (Hg.): Elementare Schriftkultur. Schwierige Lernentwicklung und Unterrichtskonzept. Weinheim 1996, ISBN 3-531-19545-X.
- mit Mechthild Dehn (Hg.): Kompetenz und Leistung im Deutschunterricht. Spielraum für Muster des Lernens und Lehrens. Ein Studienbuch. Freiburg im Breisgau 2005, ISBN 3-931240-31-2.
- mit Mechthild Dehn: Zeit für die Schrift: Beobachtung, Diagnose, Lernhilfen. Berlin 2010, ISBN 978-3-589-05104-5.
- mit Christoph Jantzen (Hg.): Überarbeiten lernen – Überarbeiten als Lernen. Stuttgart 2012, ISBN 3-12-688048-7.